# エドウィン・スワテック
エドウィン・ポール・スワテック（英: Edwin Paul Swatek、1885年1月7日 - 1966年1月2日）は、アメリカ合衆国の競泳、水球選手。競泳の得意種目は背泳ぎ。
イリノイ州生まれ。1904年のセントルイスオリンピックの水球競技で、シカゴ体育協会水球チームの一員として銀を獲得した。個人でも100ヤード背泳ぎに出場したが、メダル獲得はならなかった。50ヤードと100ヤードの自由形でも代表候補にあがった。カリフォルニア州ヴェンチュラにて没。